# Китайско-сингапурские отношения
Китайско-сингапурские отношения — двусторонние дипломатические отношения между Китаем и Сингапуром, установленные 3 октября 1990 года.

## История
Власти Китая не признавали независимость Сингапура до 1970 года. В 1971 году представитель Сингапура поддержал принятие Китая в ООН. В 1976 году Ли Куан Ю посетил Китай. В 1978 году Дэн Сяопин посетил Сингапур. В 1981 году в Китае открылось сингапурское торговое представительство, а в Сингапуре появилось китайское торговое представительство. Дипломатические отношения между Китаем и Сингапуром были установлены 3 октября 1990 года.